# Football League Trophy 2011/12

Logo der Football League Trophy
(Johnstone's Paint Trophy)

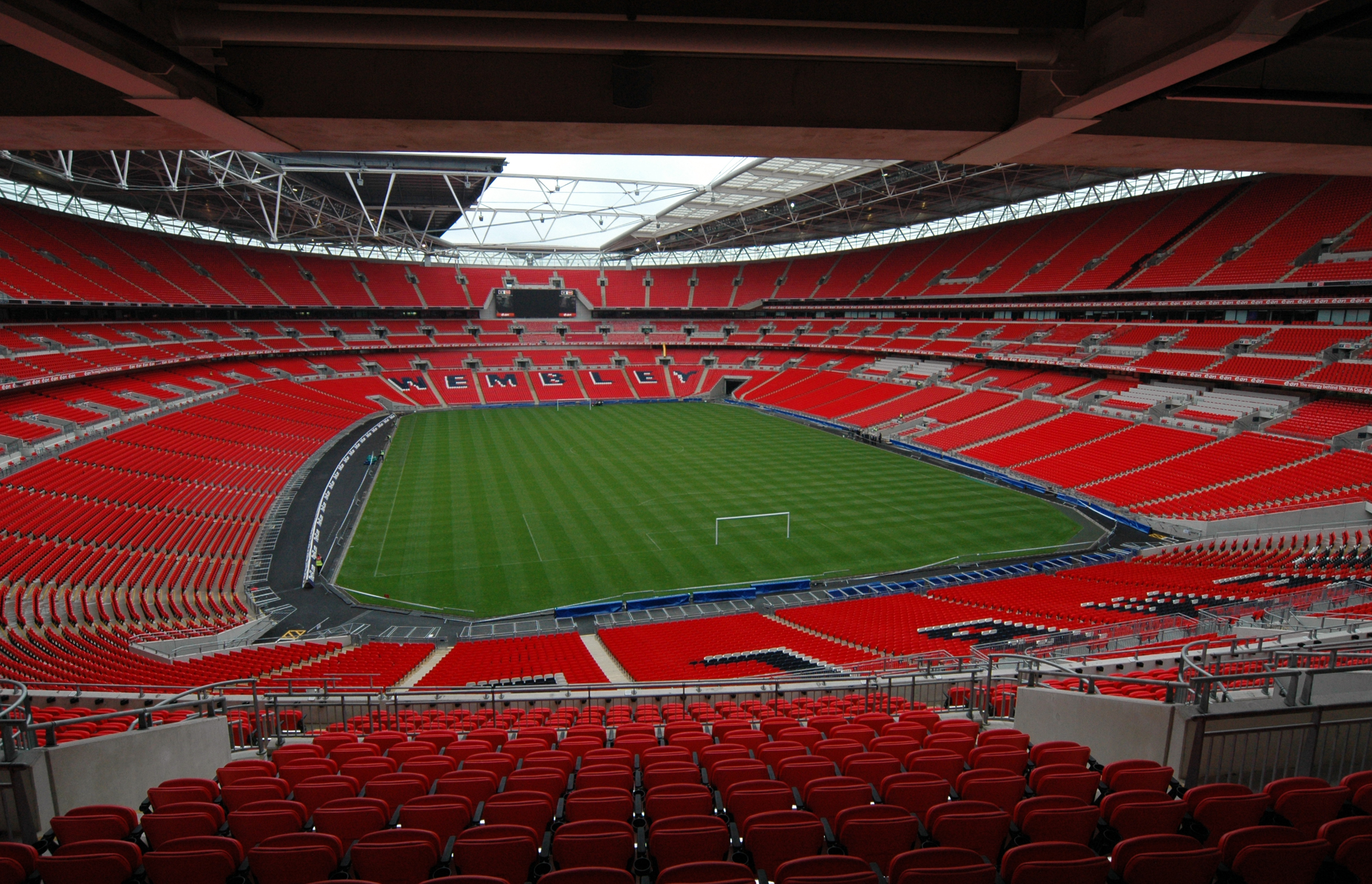
Das Wembley-Stadion in London, Austragungsort des Pokalfinales

Die Football League Trophy 2011/12, auch bekannt unter dem Namen des Hauptsponsors Johnstone's Paint Trophy, war die 28. Austragung dieses Pokalwettbewerbs für die Mannschaften der Football League One und Football League Two, der dritten und vierten Liga im englischen Fußball.
48 Vereine nahmen an den Spielen um die Football League Trophy 2011/12 teil, welche am 30. August 2011 begannen und am 25. März 2012 mit dem Finale zwischen dem FC Chesterfield und Swindon Town im Wembley-Stadion in London endeten, das FC Chesterfield mit 2:0 gewinnen konnte.

## Modus
Die Football League Trophy wird in Runden ausgespielt. Es nehmen nur Mannschaften der Football League One und Football League Two teil sowie ausgewählte eingeladene Vereine der Conference National. Sie spielen im K.-o.-System in einfachen Spielen in einer nördlichen und südlichen Region (Northern und Southern Section) ihren Gewinner aus. Die beiden Regionengewinner treten dann im Wembley-Stadion gegeneinander an, um den Pokalsieger zu ermitteln.

## Erste Runde
Die Auslosung der ersten Runde fand am 13. August 2011 statt. Sechzehn Vereine erhielten aufgrund der ungünstigen Anzahl der teilnehmenden Vereine ein Freilos für die zweite Runde. Die restlichen 32 Vereine wurden in vier geografische Regionen (Nordwest, Nordost, Südwest, Südost) innerhalb der zwei sections aufgeteilt.

### Northern Section
|                    | Ergebnis        |                     |
| ------------------ | --------------- | ------------------- |
| Nordwest           |                 |                     |
| FC Bury            | 0:0 (2:4 i. E.) | Crewe Alexandra     |
| Tranmere Rovers    | 1:1 (4:2 i. E.) | Port Vale           |
| FC Walsall         | 2:1             | Shrewsbury Town     |
| Accrington Stanley | 3:2             | Carlisle United     |
| Nordost            |                 |                     |
| Scunthorpe United  | 2:0             | Hartlepool United   |
| Bradford City      | 0:0 (3:1 i. E.) | Sheffield Wednesday |
| Northampton Town   | 1:2             | Huddersfield Town   |
| Burton Albion      | 1:2             | Sheffield United    |

Freilose: FC Chesterfield, Macclesfield Town, FC Morecambe, Notts County, Oldham Athletic, Preston North End, AFC Rochdale, Rotherham United

### Southern Section
|                    | Ergebnis          |                      |
| ------------------ | ----------------- | -------------------- |
| Südwest            |                   |                      |
| AFC Bournemouth    | 4:1               | Hereford United      |
| Cheltenham Town    | 2:1               | Torquay United       |
| Exeter City        | 1:1 (3:0 i. E.)   | Plymouth Argyle      |
| Wycombe Wanderers  | 3:1               | Bristol Rovers       |
| Südost             |                   |                      |
| Milton Keynes Dons | 3:3 (3:4 i. E.)   | FC Brentford         |
| Colchester United  | 1:3               | FC Barnet            |
| Leyton Orient      | 1:1 (13:14 i. E.) | Dagenham & Redbridge |
| Southend United    | 1:0               | Crawley Town         |

Freilose: Aldershot Town, Charlton Athletic, FC Gillingham, Oxford United, FC Stevenage, Swindon Town, Yeovil Town, AFC Wimbledon

## Zweite Runde
Die Auslosung der zweiten Runde fand am 3. September 2011 statt.

### Northern Section
|                    | Ergebnis        |                   |
| ------------------ | --------------- | ----------------- |
| Nordwest           |                 |                   |
| Accrington Stanley | 0:1             | Tranmere Rovers   |
| FC Morecambe       | 2:2 (6:7 i. E.) | Preston North End |
| Crewe Alexandra    | 1:0             | Macclesfield Town |
| AFC Rochdale       | 1:1 (3:1 i. E.) | FC Walsall        |
| Nordost            |                 |                   |
| Rotherham United   | 1:2             | Sheffield United  |
| Scunthorpe United  | 0:1             | Oldham Athletic   |
| Notts County       | 1:3             | FC Chesterfield   |
| Huddersfield Town  | 2:2 (3:4 i. E.) | Bradford City     |

### Southern Section
|                      | Ergebnis        |                 |
| -------------------- | --------------- | --------------- |
| Südwest              |                 |                 |
| AFC Bournemouth      | 3:2             | Yeovil Town     |
| Wycombe Wanderers    | 1:3             | Cheltenham Town |
| Aldershot Town       | 1:2             | Oxford United   |
| Exeter City          | 1:2             | Swindon Town    |
| Südost               |                 |                 |
| AFC Wimbledon        | 2:2 (4:3 i. E.) | FC Stevenage    |
| Charlton Athletic    | 0:3             | FC Brentford    |
| FC Gillingham        | 1:3             | FC Barnet       |
| Dagenham & Redbridge | 1:3             | Southend United |

## Viertelfinale
Die Auslosung der Viertelfinalspiele fand am 8. Oktober 2011 statt.

### Northern Section
|                  | Ergebnis        |                   |
| ---------------- | --------------- | ----------------- |
| AFC Rochdale     | 1:1 (2:4 i. E.) | Preston North End |
| FC Chesterfield  | 4:3             | Tranmere Rovers   |
| Oldham Athletic  | 3:1             | Crewe Alexandra   |
| Sheffield United | 1:1 (5:6 i. E.) | Bradford City     |

### Southern Section
|                 | Ergebnis        |                 |
| --------------- | --------------- | --------------- |
| Swindon Town    | 1:1 (3:1 i. E.) | AFC Wimbledon   |
| Cheltenham Town | 0:2             | FC Barnet       |
| Oxford United   | 0:1             | Southend United |
| FC Brentford    | 6:0             | AFC Bournemouth |

## Halbfinale
Die Auslosung der Halbfinalspiele fand am 12. November 2011 statt.

### Northern Section
|                   | Ergebnis        |                 |
| ----------------- | --------------- | --------------- |
| Oldham Athletic   | 2:0             | Bradford City   |
| Preston North End | 1:1 (2:4 i. E.) | FC Chesterfield |

### Southern Section
|                 | Ergebnis        |              |
| --------------- | --------------- | ------------ |
| Southend United | 1:2             | Swindon Town |
| FC Barnet       | 0:0 (5:3 i. E.) | FC Brentford |

## Regionen Finale
Die Finalspiele der Northern und Southern Section dienen gleichzeitig als Halbfinale für den gesamten Wettbewerb.
Sie wurden in einem Hin- und Rückspiel entschieden.

### Northern Section
|                 | Gesamt |                 | Hinspiel | Rückspiel |
| --------------- | ------ | --------------- | -------- | --------- |
| FC Chesterfield | 3:1    | Oldham Athletic | 2:1      | 1:0       |

### Southern Section
|           | Gesamt |              | Hinspiel | Rückspiel |
| --------- | ------ | ------------ | -------- | --------- |
| FC Barnet | 1:2    | Swindon Town | 1:1      | 0:1       |

## Finale
| FC Chesterfield                                                       | FC Chesterfield | Swindon Town | Swindon Town |
| --------------------------------------------------------------------- | --- | --- | ------------ |
| FC Chesterfield                                                       | \| Sonntag, 25. März 2012 um 14:00 Uhr (MEZ) in London (Wembley-Stadion) \| \| Ergebnis: 2:0 (0:0) \| \| Zuschauer: 49.602 \| \| Schiedsrichter: Anthony Bates \| \| Spielbericht \|                                                          | \| Sonntag, 25. März 2012 um 14:00 Uhr (MEZ) in London (Wembley-Stadion) \| \| Ergebnis: 2:0 (0:0) \| \| Zuschauer: 49.602 \| \| Schiedsrichter: Anthony Bates \| \| Spielbericht \|                                                                      | Swindon Town |
| FC Chesterfield                                                       | Tommy Lee – James Hurst, Simon Ford, Josh Thompson, Nathan Smith – Drew Talbot, Mark Allott, Franck Moussa (88. Mark Randall), Alexandre Mendy – Jordan Bowery (87. Scott Boden), Jack Lester (37. Craig Westcarr) Cheftrainer: John Sheridan | Wes Foderingham – Joe Devera, Oliver Risser (62. Ronan Murray), Alan McCormack, Jay McEveley (77. Alessandro Cibocchi) – Matt Ritchie, Jonathan Smith (72. John Bostock), Simon Ferry, Lee Holmes – Paul Benson, Alan Connell Cheftrainer: Paolo Di Canio | Swindon Town |
| FC Chesterfield                                                       | 1:0 Oliver Risser (47., Eigentor) 2:0 Craig Westcarr (90.+4') | | Swindon Town |
| FC Chesterfield                                                       | Alan Connell (56.) | | Swindon Town |
| Sonntag, 25. März 2012 um 14:00 Uhr (MEZ) in London (Wembley-Stadion) | | |              |
| Ergebnis: 2:0 (0:0)                                                   | | |              |
| Zuschauer: 49.602                                                     | | |              |
| Schiedsrichter: Anthony Bates                                         | | |              |
| Spielbericht                                                          | | |              |